# Eremobittacus spinulatus
Eremobittacus spinulatus is een schorpioenvlieg uit de familie van de hangvliegen (Bittacidae). De wetenschappelijke naam van de soort is voor het eerst geldig gepubliceerd door George W. Byers in 1997.
De soort komt voor in Mexico (Puebla).